# Haskelite Manufacturing Corporation
La Haskelite Manufacturing Corporation (1917 – 1956) est un conglomérat d'entreprises du Michigan.
Elle était situé sur Broadway Avenue à Grand Rapids, Michigan. Elle fabriquait du contreplaqué haskelite pour une grande variété d'applications et de véhicules. Leur siège social était situé à Chicago, Illinois. 
La Grand Rapids corporation était une spin-off de la Haskell Manufacturing Company à Ludington, Michigan. C'était une usine de plus de 100 000 pieds carrés de capacité deux fois plus grande et conçue pour fabriquer jusqu'à dix fois plus de contreplaqué par jour que les installations de Ludington. 
Le contreplaqué au début était nécessaire pour les pièces de carrosserie des avions militaires de la Première Guerre mondiale. Le contreplaqué a ensuite été utilisé dans les maisons, les bâtiments, les automobiles et la construction navale. 
Différents styles et types de contreplaqué ont été fabriqués pour des niches particulières. 
La société a fabriqué le plus grand contreplaqué jamais produit, qui a été utilisé dans la construction d'un bateau particulier de la marine américaine. Une utilisation bien connue du contreplaqué Haskelite produit dans les installations de Grand Rapids était la construction du Spirit of St. Louis, l'avion de Charles Lindberg.

## Arrière plan
Haskelite Manufacturing Corporation a été créée à la fin de 1917 comme spin-off de la Haskell Manufacturing Company de Ludington. Son objectif principal était de répondre aux besoins de la Première Guerre mondiale pour la production de masse de contreplaqué Haskelite. L'usine de Ludington, avec 100 membres de personnel produisait moins de 10 000 pieds carrés (929,0304 m2)  de contreplaqué par jour, tandis que la nouvelle usine de Grand Rapids, avec 1 000 membres de personnel, était conçue pour produire jusqu'à 100 000 pieds carrés (9 290,304 m2)  de contreplaqué par jour . Pendant la Première Guerre mondiale, Haskell a fabriqué des cellules d'avion pour les armées américaine, britannique et française. Plus 5 000 000 de pieds carrés(460 000 m2) de contreplaqué Haskelite ont été produits en 1918 pour les avions militaires. L'usine était située sur 107 acres (43 ha) de terrain près de la station Grand Rapids Fuller. Cette gare était un dépôt ferroviaire de passagers desservi par le Grand Trunk Western Railway, le Grand Rapids and Indiana Railway, le Pere Marquette Railway et le chemin de fer local.

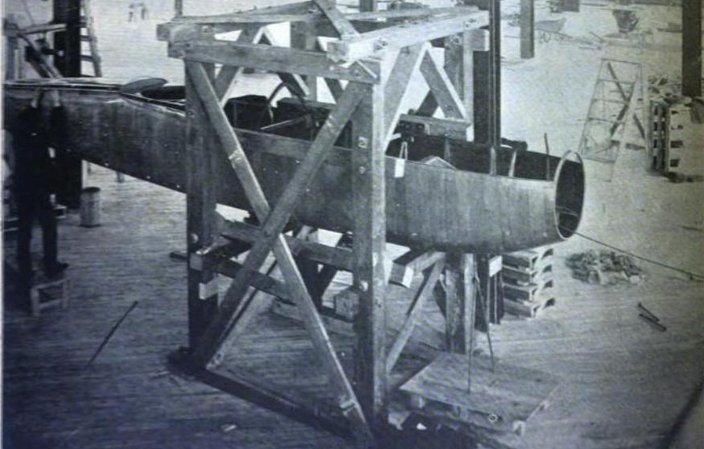
Construction de fuselage d'avion en contreplaqué.

Une société de fiducie temporaire, la Factory Construction Company de Grand Rapids, a été utilisée pour aider à la formation de la société. Elle a vendu des actions et des obligations pour lever les fonds nécessaires à la construction du nouveau bâtiment de l'usine Haskelite Manufacturing Corporation. La nouvelle usine a coûté 250 000 $ dont 150 000 $ en obligations qui ont été vendues et 100 000 $ en actions qui ont été vendues pour lever les fonds nécessaires à la construction de l'usine. La nouvelle usine de Grand Rapids avait deux fois la capacité de l'usine d'origine à Ludington. Elle était situé au 1850–1950 Broadway Ave dans le coin nord-ouest de la ville,. Le titre de propriété lui-même est resté temporairement dans la société de fiducie. Elle a fait un bail de 10 ans à Haskelite Manufacturing Corporation et ils ont payé un loyer de 8% des bénéfices nets. À la fin du bail, Haskelite Corporation a acheté la propriété et a retiré la société de fiducie.

Les bureaux principaux de Haskelite Manufacturing Corporation se trouvaient à Chicago, où se trouvait le bureau exécutif de George R. Meyercord, le président. James R. Fitzpatrick, secrétaire général et directeur général des ventes, y avait également son bureau principal. Emory W. Stoner, directeur des ventes de district, avait ses bureaux à Detroit, Michigan . La société a déclaré des ventes en 1941 supérieures de 60 % à celles de 1940. Le total net était de 5 600 000 $, une augmentation substantielle par rapport aux 20 années précédentes. Stoner en 1944 a reçu une promotion au directeur des ventes et a déménagé à Grand Rapids.

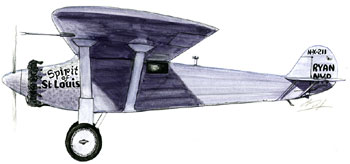
Spirit of St. Louis

Le contreplaqué Haskelite d'origine avant 1920 était utilisé dans les bâtiments commerciaux, les maisons, la construction navale et les cellules d'avions. En 1922, plus de70 constructeurs automobiles utilisaient Haskelite sous une forme ou une autre. Le matériau en contreplaqué qui a construit la majeure partie du Spirit of St. Louis - l'avion de Charles Lindbergh - a été fabriqué à la Haskelite Manufacturing Corporation à Grand Rapids, Michigan . Les composants en contreplaqué du chasseur-bombardier britannique de Havilland Mosquito provenaient de Haskelite Manufacturing Corporation.
La nouvelle usine Haskelite était un bâtiment d'un étage de près de 105 000 pieds carrés (9 800 m2)—522 par 201 pieds (159 par 61 m).. Sa construction a commencé en janvier 1918. Le sol était gelé à cause de l'hiver froid du Michigan, mais les travaux ont quand même commencé en raison des besoins urgents en temps de guerre. De nouvelles routes ont été faites au chantier de construction pour les attelages de chevaux qui ont fourni le matériel. Il y avait jusqu'à 75 attelages de chevaux qui allaient et venaient quotidiennement sur le site. Le bâtiment a été achevé et occupé en avril, un temps record pour la construction de bâtiments à Grand Rapids.

## Contreplaqué de spécialité

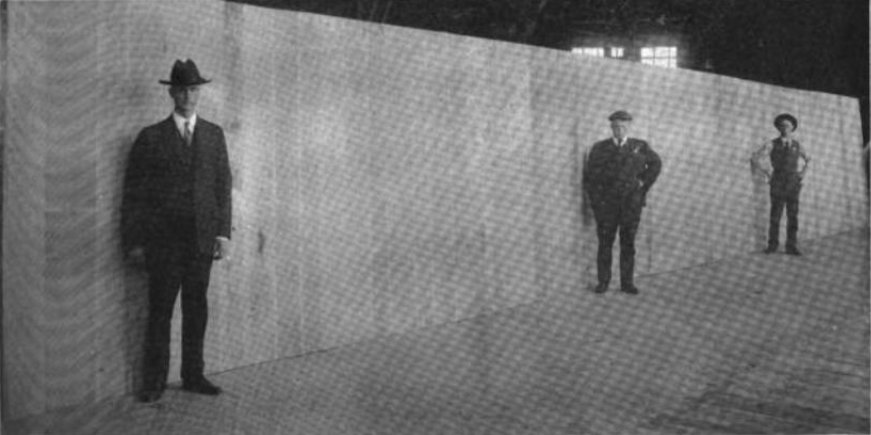
Le plus grand panneau Haskelite jamais fabriqué 636 apr 88 pouces (1620 par 220 cm).

La Haskelite Manufacturing Corporation fabriquait des panneaux mesurant jusqu'à 88 par 636 pouces (2,200 par 16,200 mm) pour la marine américaine .
Différents styles et types de contreplaqué ont été développés pour des niches spécifiques après 1930. Certains d'entre eux étaient destinés aux coques de bateaux, aux portes, aux réfrigérateurs domestiques, aux tramways et aux remorques de fret. Parmi les dizaines de nouveaux matériaux en contreplaqué figuraient les noms de marque KarVarT, Plymetl, Plymold et Phemaloid.

### Plymétl

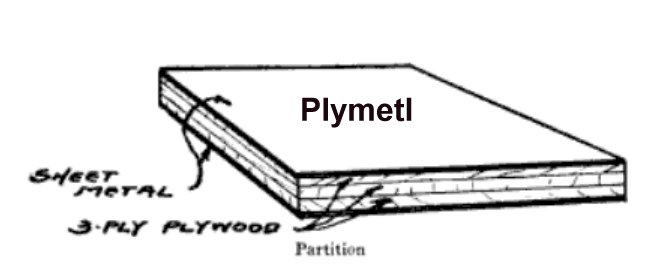

Haskelite Manufacturing Corporation fabriquait un contreplaqué composé de couches supplémentaires de placage de tôle (acier, aluminium et cuivre) et portait la marque Plymetl (contreplaqué + métal). Le contreplaqué Plymetl a été utilisé là où un matériau léger et solide était nécessaire avec une résistance élevée aux chocs . Il a été utilisé pour fabriquer des coffres à vêtements et des installations de stockage. Il était également utilisé dans les navires, les yachts, les avions et les véhicules, en particulier les automobiles de luxe. Pendant la Seconde Guerre mondiale, le contreplaqué de l'usine de Grand Rapids a largement contribué à l'effort de guerre dans la construction de véhicules militaires, de navires de combat, d'avions de chasse et de chars.

### Plymold
Haskelite Manufacturing Corporation a participé au développement d'un contreplaqué de placage plastique appelé Plymold. Il était également connu sous le nom de contreplaqué duramold par la Fairchild Engine and Aircraft Corporation . Ces morceaux de bois de placage ont été infusés avec des synthétiques de résine phénolique pour plus de résistance. Ils pouvaient être façonnés en trois dimensions, ce qui était avantageux pour les pièces d'avion et de navire . Haskelite Manufacturing Corporation a ajouté 21 000 pieds carrés (1 950,96384 m2)  de surface au sol à leur bâtiment existant à Grand Rapids en 1942. L'objectif principal était le besoin de pièces de contreplaqué de forme spéciale pour les pièces de carrosserie des avions militaires de la Seconde Guerre mondiale et les pièces intérieures des navires. Le matériau plymold était également utilisé dans les wagons de chemin de fer, les bus, les automobiles et les bateaux.

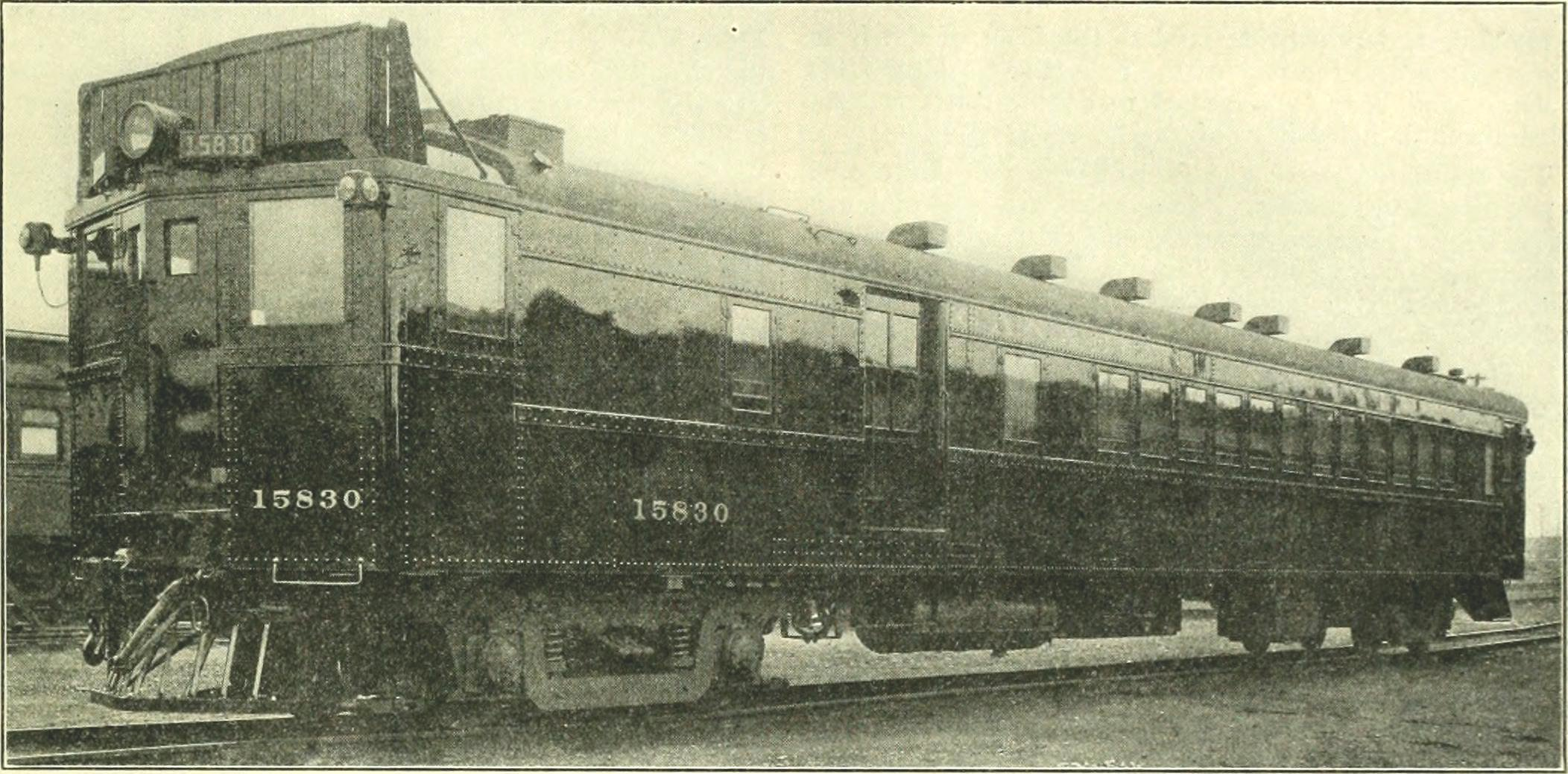
wagons
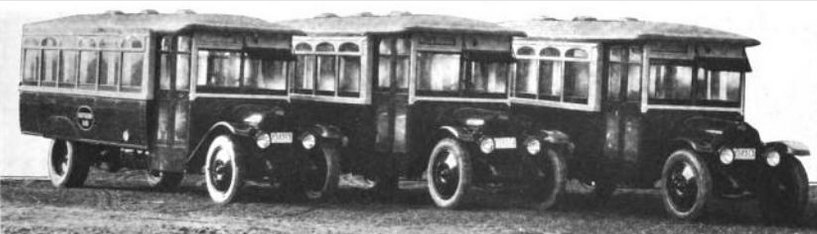
les autobus
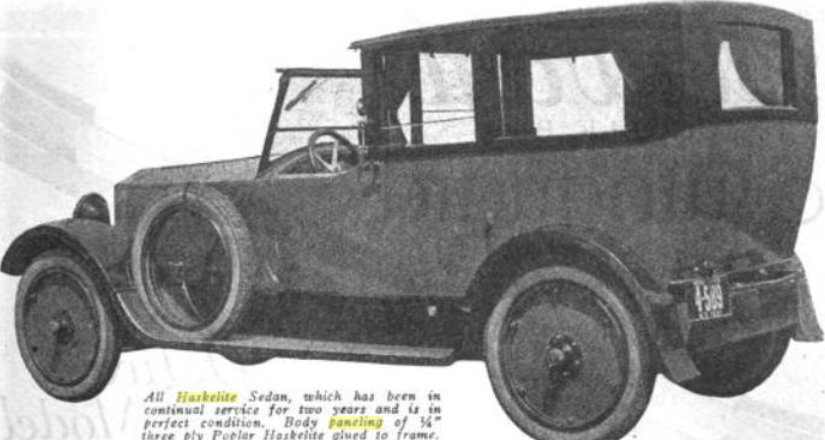
automobiles
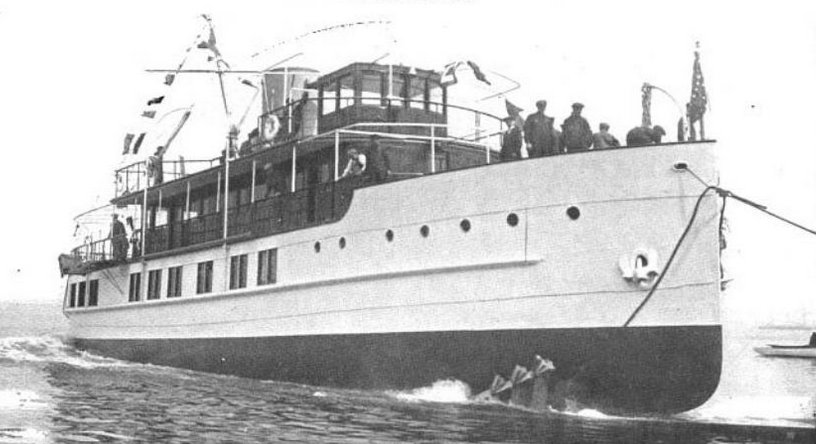
yachts
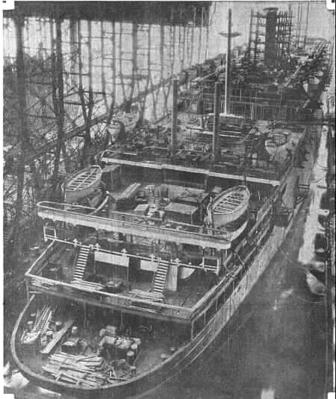
navires

### Phemaloid
Haskelite Manufacturing Corporation a fabriqué un contreplaqué avec une résine phénol-formaldéhyde appelée Phemaloid  qui était résistant au feu, avait une résistance élevée à l'humidité, avait une résistance à la traction élevée et avait des propriétés destructrices de champignons  . Les pièces d'avion faisaient partie des utilisations de ce contreplaqué. Il a également été utilisé dans les wagons de chemin de fer.

## Plateaux Hasko

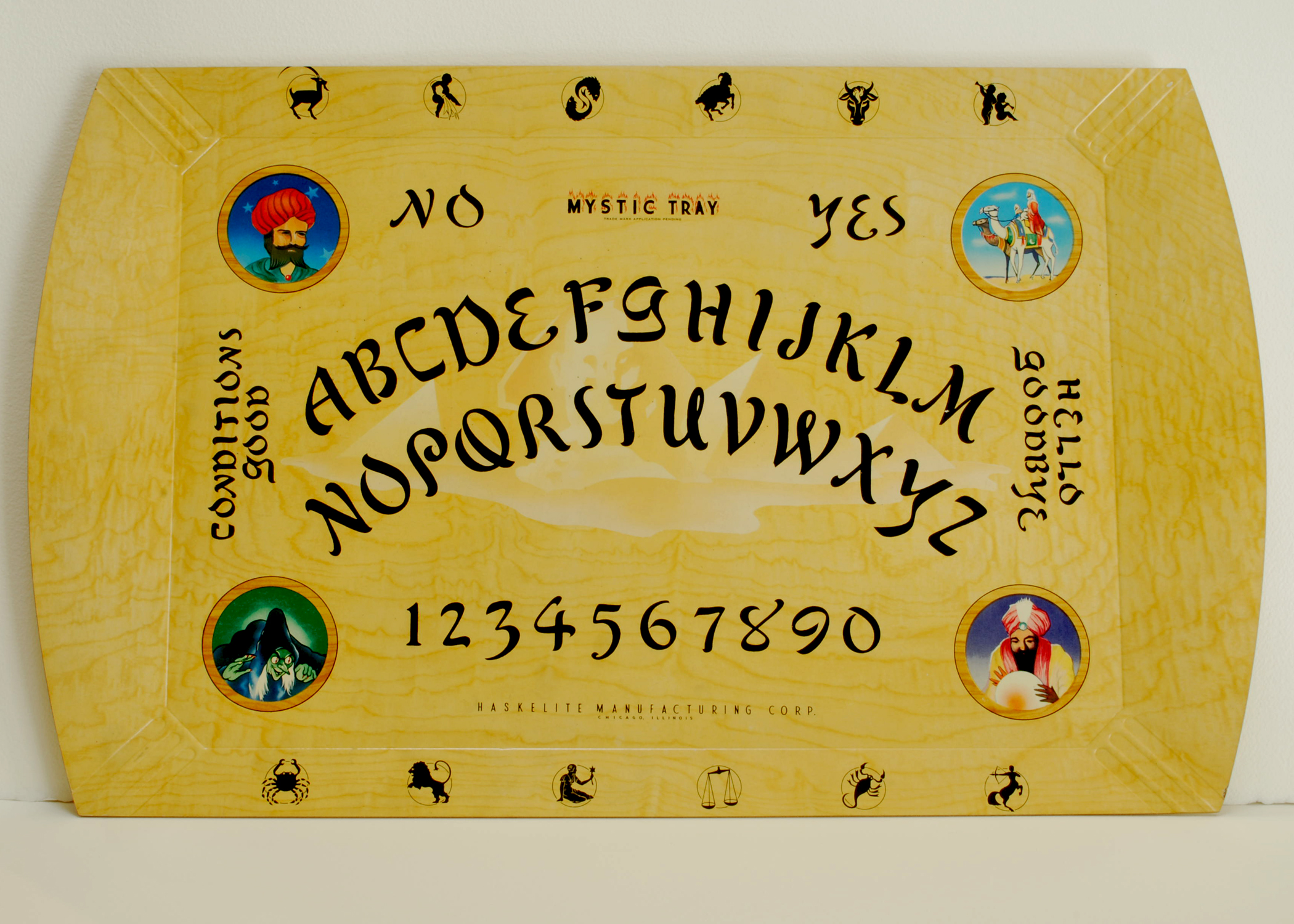
Plateau mystique Hasko

Haskelite a fabriqué une variété populaire de plateaux de service économiques avec des thèmes de fleurs, d'animaux et de dessins animés à une époque où les plateaux de service étaient considérés comme un article de luxe. À partir de 1942, ils ont également fabriqué des plateaux et des planches mystiques "fortune tellin" sous la marque "Hasko", vendant plus de quatre millions en 1945.

## Brevets
- Corps d'avion

## Dissolution
L'usine n° 2 de Haskelite Manufacturing Corporation au 701 Ann Street à Grand Rapids a été vendue à un acheteur industriel en 1949. La société a accepté de vendre ses autres actifs de Grand Rapids Corporation à Evans Products Company de Plymouth, Michigan à la fin de 1956.